# Lev Leviev
Lév Avnerovich Leviev, né le 30 juillet 1956 à Tachkent (Union des républiques socialistes soviétiques), est un milliardaire diamantaire israélien qui vit à Londres.
En 2007, Leviev était classé 210e parmi les hommes les plus riches au monde, avec un portefeuille dont la valeur est estimée à 6,5 milliards de dollars[source insuffisante], même si ses associés le chiffraient à près de 8 milliards de dollars. Actuellement sa fortune est estimé à 1,15 milliard de dollars.

## Biographie

### Jeunesse
Ses parents, Avner et Chana Leviev, étaient des membres éminents de la communauté juive de Boukhara. En 1971, à l'âge de 15 ans, sa famille immigra de l'Ouzbékistan vers Israël. Peu après, Leviev commença à travailler comme apprenti dans une usine de polissage de diamant. Il y apprit les 11 étapes du diamant coupe. Après avoir servi dans les Forces de défense israéliennes, il créa sa propre usine de polissage de diamant.

### Carrière
Avec la chute du communisme au début des années 1990, Lev Leviev développa ses affaires en Europe de l'Est et dans l'ancienne URSS. Il a reçu les bénédictions pour le succès dans les affaires et l'appui personnel du Lubavitcher Rebbe, Rabbi Menachem Mendel Schneerson pour son activités philanthropiques, qui incluent « une armée de quelque 10 000 juifs fonctionnaires de l'Ukraine à l'Azerbaïdjan, y compris 300 rabbins. La plupart des 300 rabbins sont des hassidim du mouvement Habad-Loubavitch, centré sur la personnalité et les enseignements du Rabbi de Loubavitch, Menahem Mendel Schneerson.»
Lev Leviev est actuellement président du conseil d'administration des directeurs des Sociétés d’Investissements Africa-Israël et de la Société d'Investissement avec les entreprises en Israël et dans le monde entier. Sa valeur marchande est estimée à 7 milliards de dollars à la fin de 2007. Leviev a acheté la société en 1996 pour une valeur de 400 millions de dollars.
Lev Leviev est connu pour être le champion de l’aile-droite de la scène politique israélienne. En 2005, le groupe de Lev Leviev a développé un projet de 5 800 appartements pour un total de 230 millions de dollars à Modi'in Illit dans le secteur des Juifs Haredim. C'est sa seule société cotée.
Lev Leviev est également le propriétaire d’un centre détaillant de luxe du diamant portant son nom (la Lev Leviev Diamonds (LLD)). Aujourd'hui, la LLD porte son intérêt vers le cœur de l'Afrique. Repreneur de la Namibian Minerais Corporation (Namco), déclarée en faillite en juillet 2003, Lev Leviev a déployé en Namibie une armada de navires de forage au bord de l'Atlantique, dans une immense zone de prospection. Dans ce pays, Lev Leviev a inauguré la plus grande taillerie de gemmes d'Afrique.
Le 28 juillet 2013, lors d'une exposition de la maison de joaillerie Leviev à l'hôtel Carlton de Cannes, 103 millions d'euros en montres et bijoux, principalement incrustés de diamants sont volés, par un homme seul, armé et « sans violence » selon le parquet, en faisant le « montant du butin le plus important jamais dérobé en France, et l'un des plus gros du monde ».
Il est soupçonné de trafic de diamants, corruption et fraude fiscale,.
Il est cité dans l'affaire des Panama Papers en avril 2016.

## Vie privée
Leviev vit à Hampstead à Londres, avec sa femme Olga et leurs neuf enfants.